# Dealu Bisericii (okręg Ardżesz)
Dealu Bisericii – wieś w Rumunii, w okręgu Ardżesz, w gminie Uda. W 2011 roku liczyła 50 mieszkańców.